# Roy Hawkins
Roy Theodore Hawkins (Jefferson (Texas), 7 februari 1903 – Compton (Californië), 19 maart 1974) was een Amerikaanse r&b- en bluesmuzikant (zang, piano) en songwriter. Nadat hij in clubs had gewerkt, brak hij door met zijn lied Why Do Things Happen to Me uit 1950, geïnspireerd door een auto-ongeluk waarbij zijn rechterarm verlamd raakte. Verschillende van zijn liedjes, met name The Thrill Is Gone, werden gecoverd door latere artiesten, waaronder Ray Charles, B.B. King en James Brown.

## Biografie
Er is weinig bekend over het begin van zijn leven. Halverwege de jaren 1940 trad hij op als zanger en pianist in de omgeving van Oakland (Californië), waar hij werd ontdekt door muzikant en producent Bob Geddins, die onder de indruk was van Hawkins' soulvolle, doom-beladen stijl. Hawkins schijnt zijn eerste opnamen te hebben gemaakt, toen hij ongeveer 45 jaar oud was, voor de platenlabels Cava-Tone en Down Town in 1948. Zijn band The Four Jacks bestond uit saxofonist William Staples, gitarist Ulysses James, bassist Floyd Montgomery en drummer Madison Little. Hij tekende het jaar daarop bij Modern Records in Los Angeles en bleef bij dat label tot 1954. Hij had zijn eerste hit met Why Do Things Happen To Me (ook bekend als Why Do Everything Happen To Me). Hoewel het nummer was geschreven door Geddins terwijl Hawkins in het ziekenhuis werd opgenomen na zijn auto-ongeluk, verkocht hij het aan Jules Bihari bij Modern en de plaat werd uitgebracht met de songwritingerkenning, die gezamenlijk aan Bihari (als "Jules Taub") en Hawkins werd toegekend. Why Do Things Happen To Me bereikte begin 1950 #2 in de Billboard r&b-hitlijst en werd later opgenomen door zowel B.B. King als James Brown (als Strange Things Happen).
Hawkins bleef singles uitbrengen bij Modern en had zijn tweede hit in 1951 met The Thrill Is Gone, opnieuw toegekend aan Bihari, maar in feite samen geschreven met Rick Darnell. De plaat bevatte Maxwell Davis (saxofoon), Willard McDaniel (piano) en Johnny Moore (gitaar) en bereikte #6 in de r&b-hitlijst. Het nummer werd later opgenomen door vele andere artiesten, waaronder B.B. King - wiens kenmerkende nummer het werd - Aretha Franklin en Willie Nelson. Na een aantal minder succesvolle singles, waaronder Gloom and Misery All Around, een vroeg nummer van Jerry Leiber & Mike Stoller, verliet Hawkins Modern in 1953. Hij nam de volgende jaren op voor een reeks labels, waaronder Flair, RPM, Rhythm and Music City, voor wie hij opnam als Mr. Undertaker. Zijn laatste opnamen werden gemaakt voor Kent Records in 1961. Zijn latere jaren bracht hij door in een meubelwinkel.

## Overlijden
Roy Hawkins overleed in maart 1974 op 71-jarige leeftijd.

## Discografie

### Singles
- 1947: They Raided The Joint
- 1948: Christmas Blues
- 1948: Forty Jive
- 1949: It's Too Late To Change
- 1949: Quarter To One
- 1949: Easy Going Magic
- 1949: West Express
- 1949: Sleepless Nights
- 1950: Why Do Things Happen To Me
- 1950: On My Way
- 1950: My Temper Is Rising
- 1950: Just A Poor Boy
- 1951: Blues All Around Me
- 1951: You're The Sweetest Thing
- 1951: The Thrill Is Gone
- 1951: Gloom And Misery All Around
- 1952: You're A Free Little Girl
- 1952: Highway 59
- 1952: The Thrill Hunt
- 1953: Bad Luck Is Falling
- 1953: I Wonder Why [remake van "Why Do Everything Happen To Me"]
- 1955: If I Had Listened
- 1962: Trouble In Mind

### LP/CD publicaties
- 1979: Why Do Everything Happen To Me [opgenomen 1949-54] (Route 66)
- 1984: Highway 59 (Ace)
- 2000: The Thrill Is Gone: The Legendary Modern Recordings (Ace)
- 2006: Bad Luck Is Falling: The Modern, RPM and Kent Recordings, Vol. 2 (Ace)

- Bibliothèque nationale de France: cb13895047p (data)
- International Standard Name Identifier: 0000 0000 0128 8190
- Library of Congress Control Number: no97001591
- MusicBrainz: 382ff439-cbee-4da1-91ac-8b0296164492
- Nationale Bibliotheek van Israël: 987007287407605171
- Virtual International Authority File: 6845149108418368780001